# Абу Заян Мухаммад III
Абу Заян Мухаммад III ібн Абудл-Азіз (араб. محمد الثالث المريني; нар. 1368 — 1374) — 15-й маринідський султан Марокко в 1372—1374 роках.

## Життєпис
Походив з династії Маринідів. Син султана Абу'л-Фаріс Абдул-Азіза I. Народився 1368 року. 1372 року після смерті батька успадкував трон. Через малий вік фактичну владу отримав візир Абу Бакр ібн Газі.
1374 року візир відмовив у видачі Ібн аль-Хатіба гранадському еміру Мухаммаду V. У відповідь той відправив військо на чолі із стриєчними братами Абу'л Аббас Ахмадом і Абд ар-Рахманом ібн Яфлусіном з династії Маринідів, що висадилися в Марокко. Після декількох поразок і втрати півночі держави візир Абу Бакр ібн газі перейшов на бік Абу'л Абасса Ахмада, поваливши Мухаммада III, якого незабаром задушили. Абу'л Аббас Ахмад став султаном в Фесі, а Абд ар-Рахман — незалежним валі Марракешу.